# Vambeřice
Vambeřice (polsky Wambierzyce [vamběřice], německy Albendorf) jsou vesnice a zároveň významné poutní místo s mnoha sakrálními památkami v okrese Kladsko v polském Dolnoslezském vojvodství, nazývané také Slezský Jeruzalém. Leží 5 km jihovýchodně od Radkówa, zhruba 6 km od česko-polské státní hranice a 15 km jihovýchodně od Broumova. Vambeřice se nacházejí v kopcovité krajině na úpatí Stolových hor. Centrem obce protéká potok Cedron. Ze správního hlediska jsou Vambeřice jedním z dvanácti starostenství městsko-vesnické gminy Radków.

## Název
Polský název byl vytvořen až po 2. světové válce a pochází od českého jména lokality, které používali poutníci z Čech a Moravy. Český název vznikl prostřednictvím formy Valbeřice z německého jména Albendorf.

## Historie
První spolehlivá písemná zmínka o sídle jménem Alberndorf, resp. latinsky Alberti villa je z roku 1330. V roce 1398 je ves uváděna jako Alberdorf, v roce 1560 jako Alberichsdorf. Původně se jednalo o zemědělskou ves. Vambeřice se nacházely na území historického Kladska, které bylo od 12. do 18. století součástí Čech. Již k 15. století jsou uváděny jako vyhlášené poutní místo. Za třicetileté války (1645) vypálily Vambeřice švédská vojska. Zásadní bylo připojení Kladska k Pruskému Slezsku (1742 a definitivně roku 1763). Roku 1848 proběhlo ve vsi neúspěšné rolnické povstání. Od roku 1874 pak mají status samostatné obce (dříve pod dolnoratským panstvím). Od roku 1945 spadají pod polské území. Až do roku 1972 bylo však území církevně pod správou pražské arcidiecéze (diecéze královéhradecké) a církevní správa byla předána vratislavské arcidiecézi. V letech 1975–1998 obec administrativně patřila do Wałbřišského vojvodství. Od roku 1999 jsou součástí okresu Kladsko v Dolnoslezském vojvodství.

## Poutní místo aVambeřická poutní cesta
Vznik svatyně na tomto místě souvisí s mariánskou legendou ze 12. století. Podle ní měl nevidomý Jan z Ratna na místě svatyně u návrší Syjon znovu získat zrak. Následně se mu zjevila postava Panny Marie (dnes uctívaná soška známá jako Vambeřická Královna rodin a patronka kladské země). Počátkem 18. století byla zbudována barokní svatyně Matky Boží, která měla zásadní vliv na formování okolní krajiny a přeměnu Vambeřic jako takových. Po udělení buly pro poutní slavnost roku 1718 papežem Klimentem XI. začal význam poutního areálu rapidně vzrůstat. I v souvislosti předchozích zázraků se utvářela na sklonku 17. století a zejména v průběhu 18. století Vambeřická poutní cesta z Broumovského výběžku, která s přilehlým komponovaným komplexem Slezského Jeruzaléma tvořila vzorný předobraz rozkvětu pozdně barokního mariánského kultu. Asi dvacetikilometrová trasa vede z Police nad Metují do dolnoslezských Vambeřic kolem Broumovských stěn a úpatí Stolových hor, spojovala tedy Policko a Machovsko s Kladskem přes horské sedlo u Machovského kříže. Organizovaná barokní procesí (za účelem lokální rekatolizace regionu) byla nejrozsáhlejší na počátku 1. poloviny 18. století. V 19. století byly Vambeřice nadále častým cílem náboženských poutí i z českých zemí (spádová oblast pro východočeský region), proto se o nich např. ve svých poznámkách zmiňuje Alois Beer, dále pak četně krásná literatura 19. století. Vambeřická cesta byla vázaná na Policko, Broumovsko, Hronovsko a Dobrušsko-Opočensko (Podorlicko). V roce 1936 kostel navíc získal titul menší baziliky.

## Památky
Bazilika Navštívení Panny Marie je pozoruhodnou pozdně barokní stavbou, sestávající z ochozů, vybudovaných kolem oválné chrámové lodi, a  z jedenácti kaplí. V interiéru baziliky se nachází soška Panny Marie z lipového dřeva, pocházející ze 13. nebo 14. století, která byla korunována v roce 1980. Areál baziliky je památkově chráněný od roku 1950.
Bazilika se tyčí nad nevelkým náměstím, ze kterého k ní vede 57 schodů se symbolickým významem: 9 (počet andělských chórů) + 33 (věk Ježíše Krista v okamžiku ukřižování) + 15 (věk Panny Marie v okamžiku početí Ježíše Krista). Z iniciativy tehdejšího majitele Vambeřic Daniela Osterberga zde od konce 17. století do století 19. vznikala kalvárie s asi 100 kaplemi, kapličkami a 12 bránami.
Potok protékající vsí se jmenuje Cedron, názvy okolních vrchů odkazují na biblickou tematiku – Tábor, Sion, Oreb (polsky Tabor, Syjon, Horeb). Symbolika odkazuje na Jeruzalém z dob života Ježíše Krista. Mezi další památkově chráněné objekty ve Vambeřicích patří řada dalších staveb, pocházejících ze 17. až 19. století: kaple na návrších Tábor a Kalvárie, další kaple a brány v městečku a pozůstatky staršího poutnického domu.
Ve Vambeřicích se nachází pohyblivý betlém z roku 1882 s více než 800 figurkami, zhotovený místním hodinářem Longinem Wittigem, regionální minimuzeum a zvěřinec.

## Osobnosti
- Arno Herzig, německý historik
- Ignaz Reimann, skladatel, církevní hudebník a učitel

## Galerie

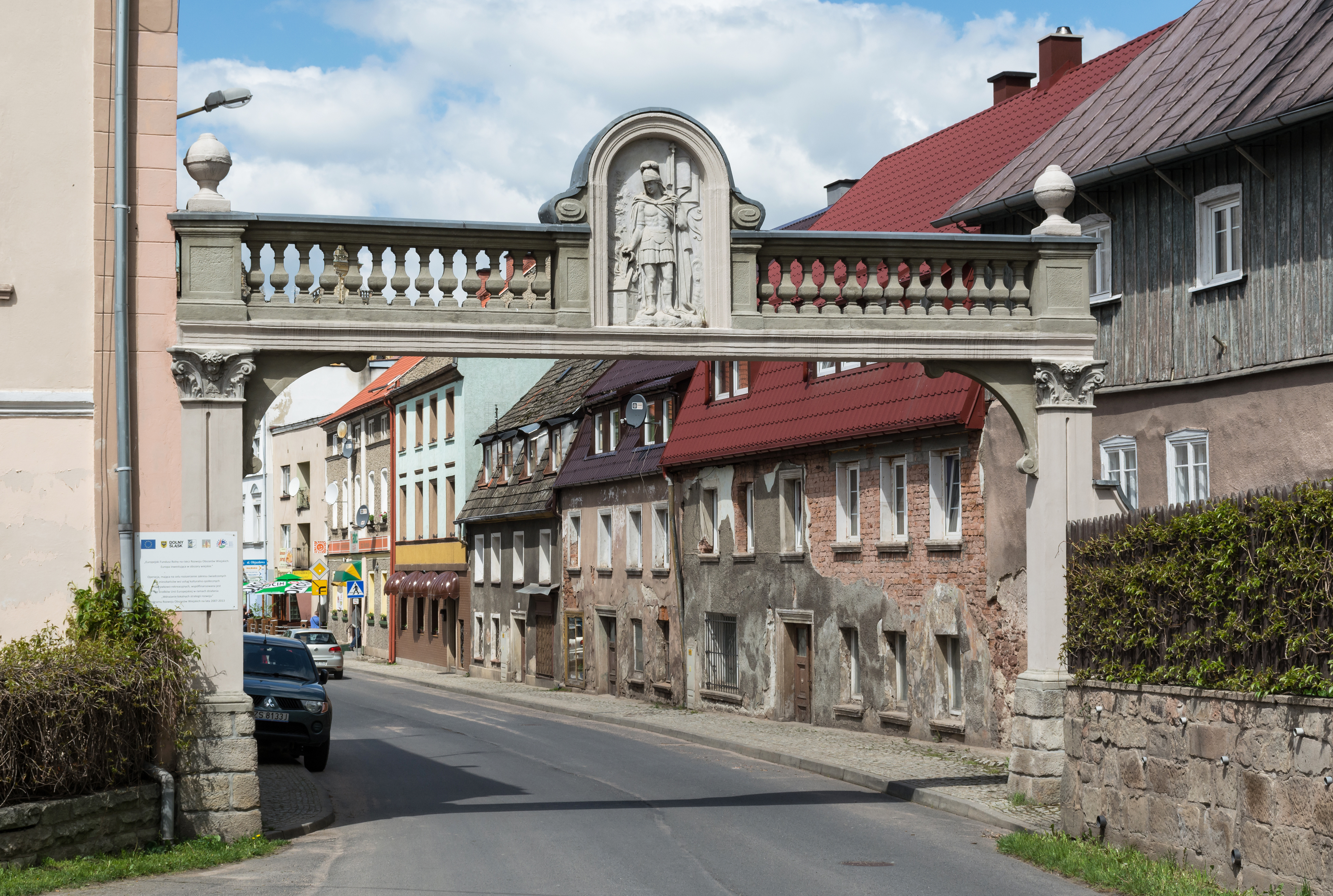
Brána Gihon
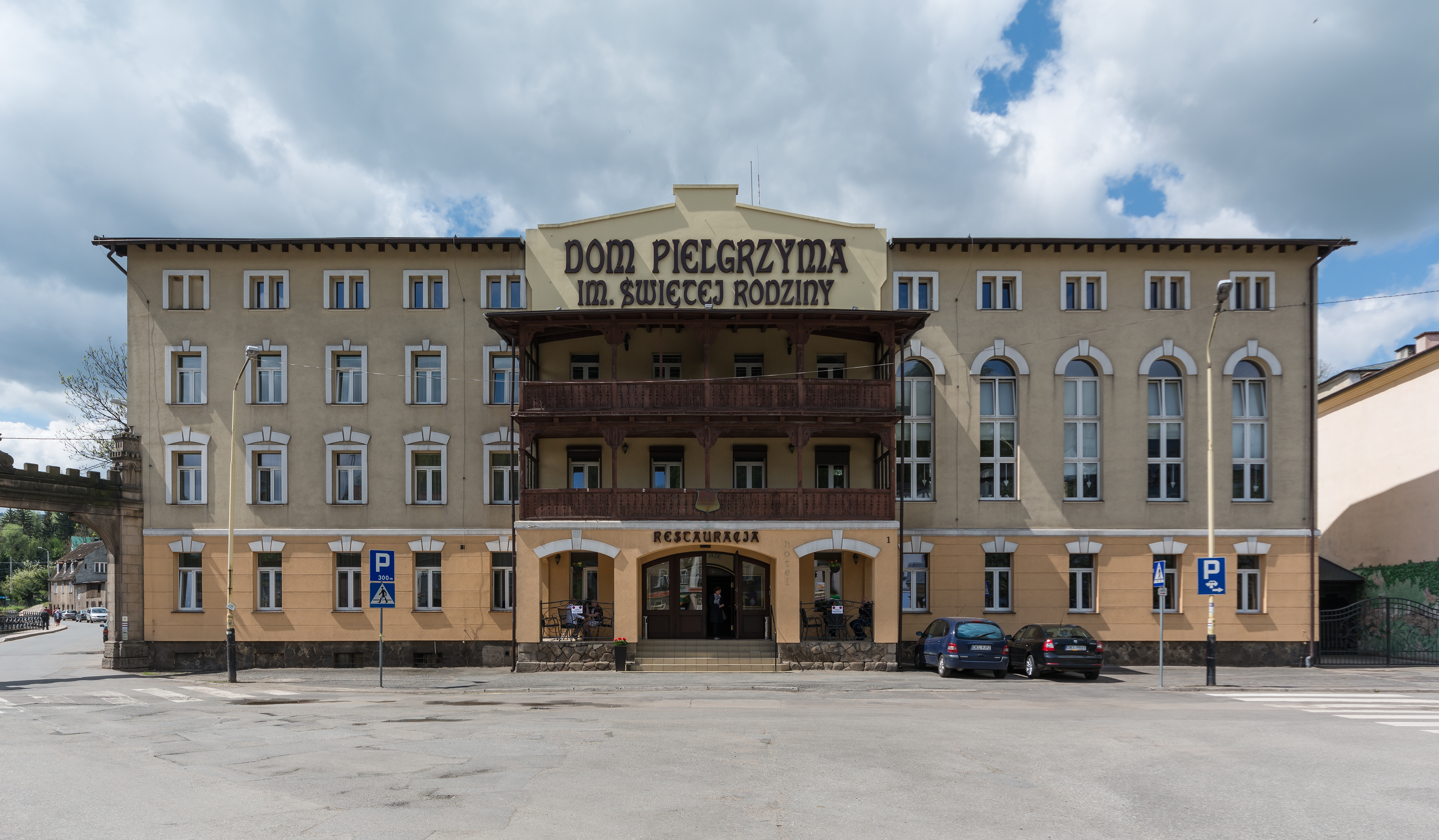
Poutnický dům
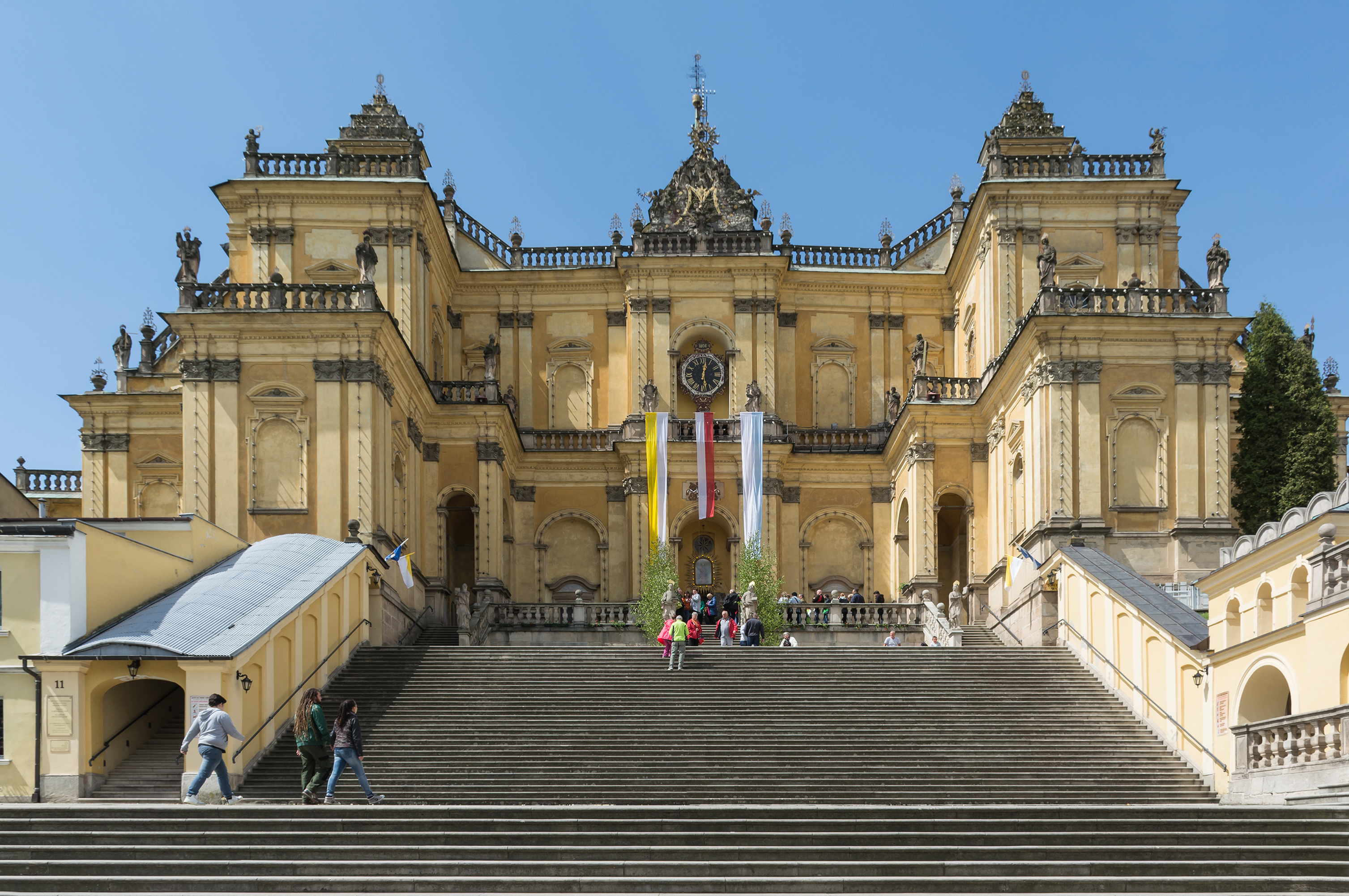
Bazilika se schodištěm
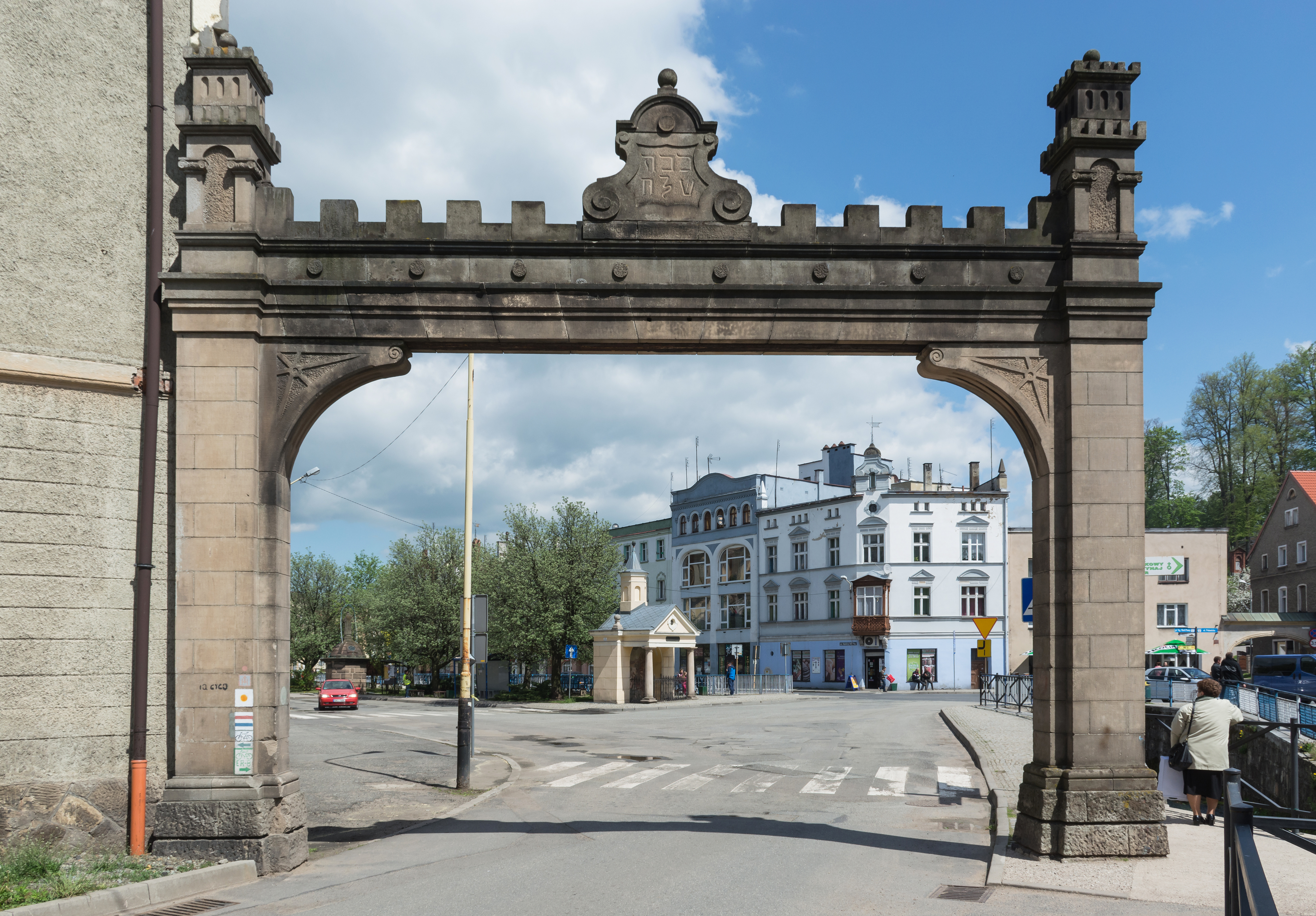
Jeruzalémská brána
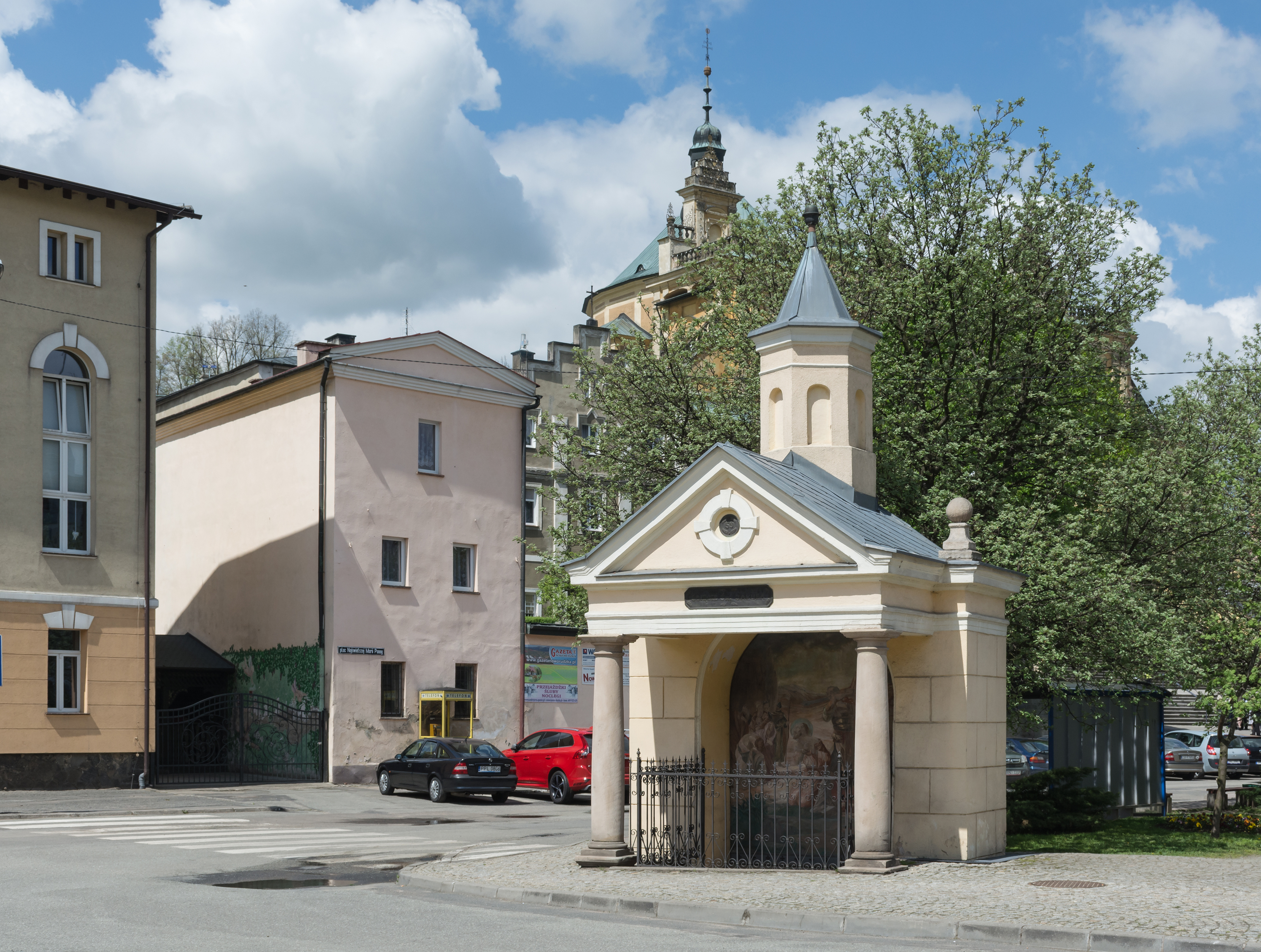
Kaple sv. Jakuba
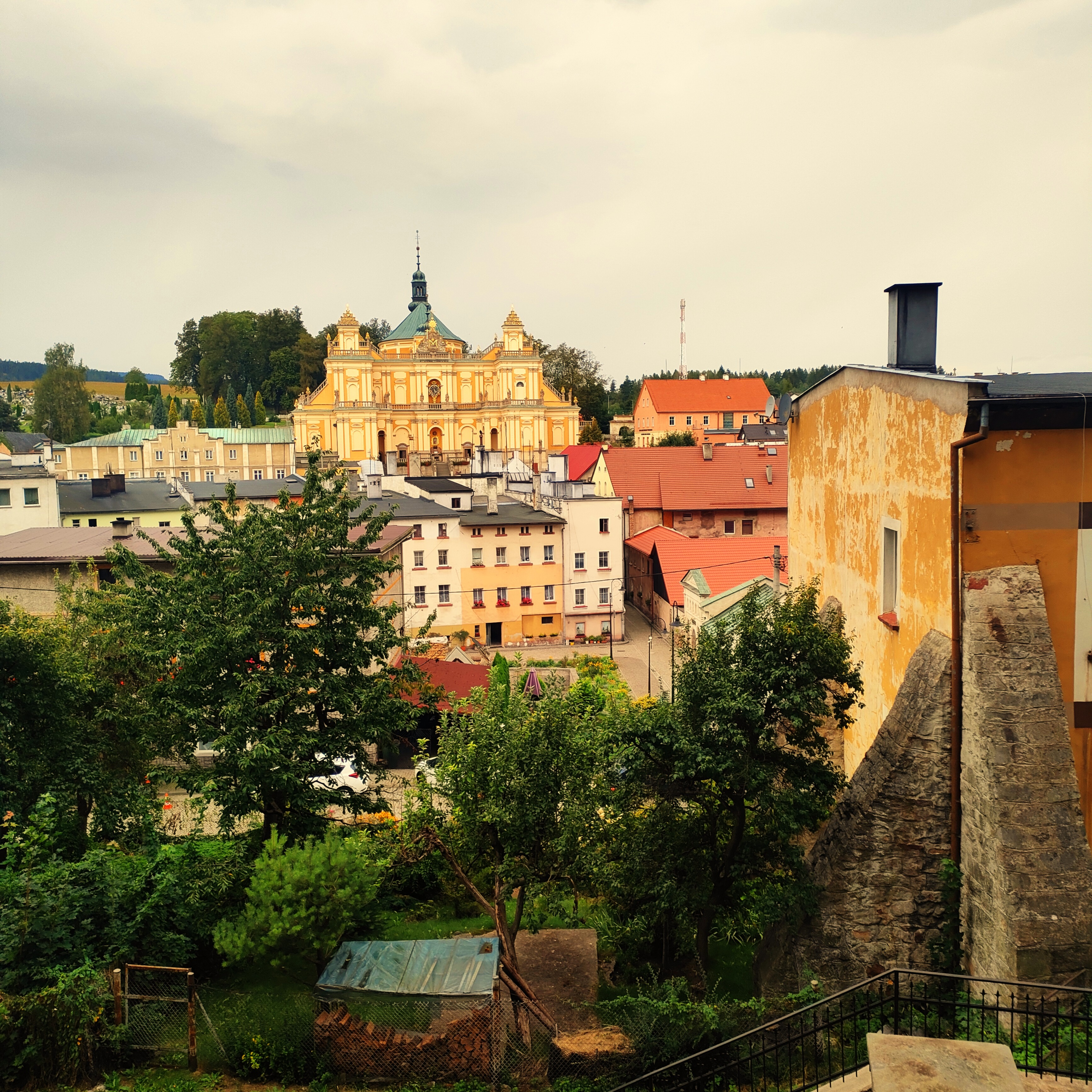
Pohled na vambeřický poutní areál
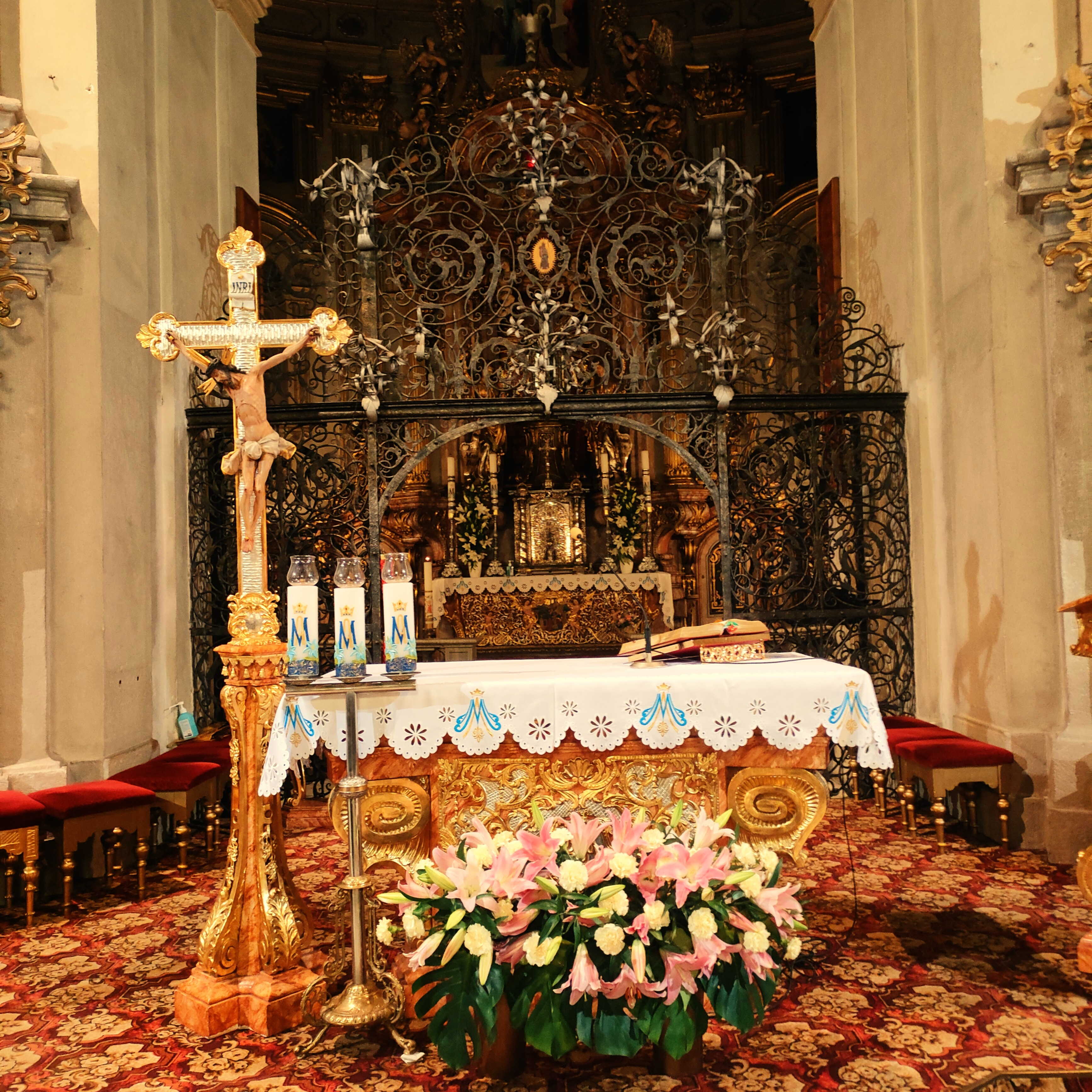
Oltář vambeřické baziliky Navštívení Panny Marie
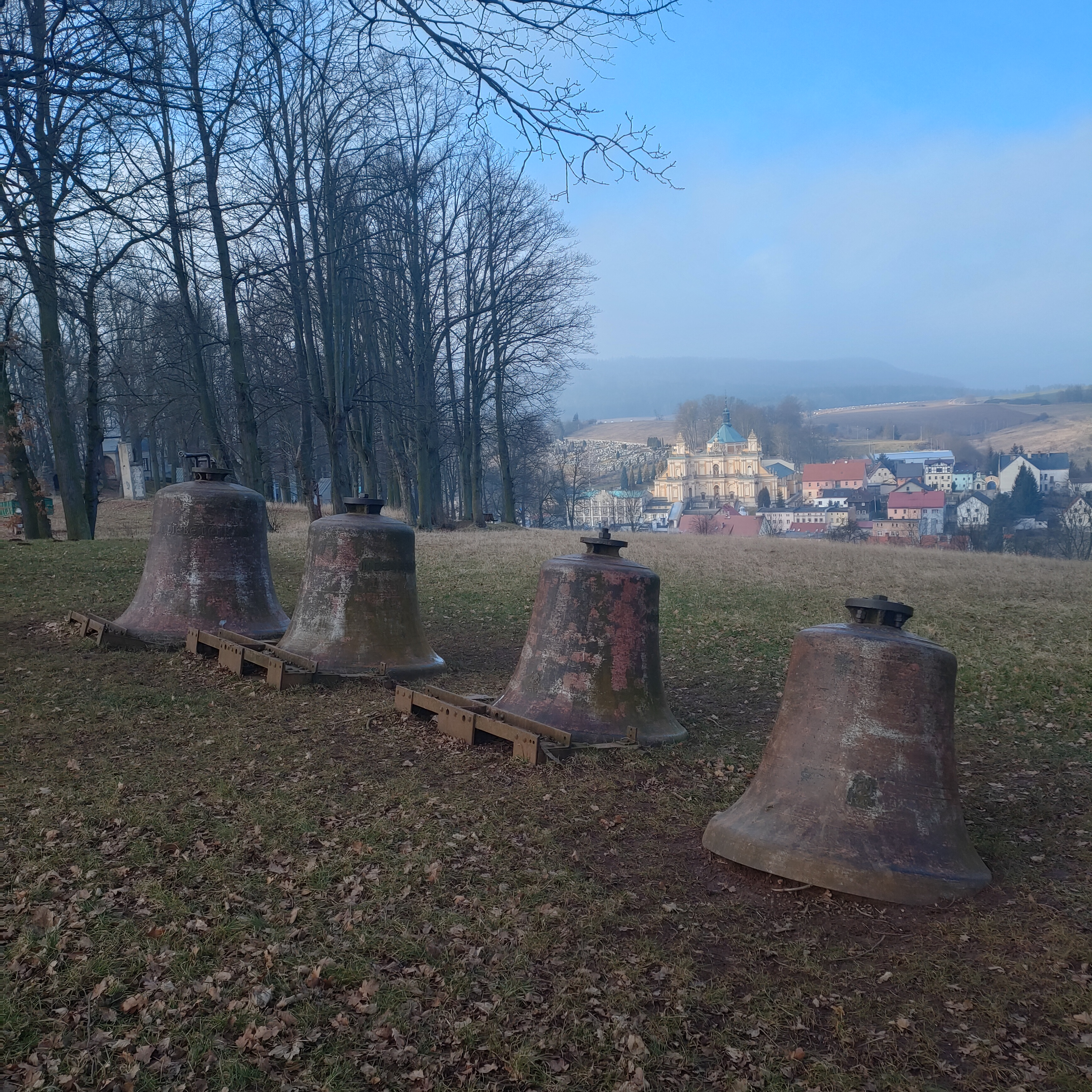
Výhled od Kalvárie ve Vambeřicích